# Чёрная (приток Ижоры)
Чёрная — река в Ленинградской области России. Правый приток Ижоры. Длина — 23 км. Площадь бассейна — 105 км².

## География
Берёт начало в болотистой местности у железнодорожной станции Владимирская. Течёт на юго-восток через лес. У посёлка Семрино в реку впадают два небольших притока, после чего она поворачивает на северо-восток. На юго-западной окраине деревни Аннолово река Чёрная впадает в реку Ижору.

## Данные водного реестра
По данным государственного водного реестра России относится к Балтийскому бассейновому округу, водохозяйственный участок реки — Нева, речной подбассейн реки — Нева и реки бассейна Ладожского озера (без подбассейна Свирь и Волхов, российская часть бассейнов). Относится к речному бассейну реки Нева (включая бассейны рек Онежского и Ладожского озера).